# Pierre Grémion
Pierre Grémion, né le 19 février 1937 à Chambéry, est un sociologue français.

## Biographie
Docteur d'État en lettres (1975), il est chercheur au Centre de sociologie des organisations depuis 1966.
Il a notamment participé au programme de recherche "L'Administration face au changement" dirigé par Michel Crozier. Ses travaux fondateurs ont marqué la compréhension du système politico-administratif local en montrant la façon dont les responsables politiques locaux entretiennent des relations complexes avec les représentants territoriaux des administrations d'État. Il fut ainsi un des premiers chercheurs à s'intéresser au fonctionnement du pouvoir politique local en France.

## Ouvrages
- Le pouvoir périphérique : Bureaucrates et notables dans le système politique français, Seuil, 1976, 477 p. (ISBN 978-2-02-004389-2)
- Intelligence de l'anticommunisme : Le Congrès pour la liberté de la culture à Paris, 1950-1975, Fayard, 1995, 645 p. (ISBN 978-2-213-59392-0)
- La plume et la tribune : Jacques Nantet, homme de lettres parisien, Gallimard, 2001, 540 p. (ISBN 978-2-07-076010-7)
- Modernisation et progressisme : Fin d'une époque - 1968-1981, Esprit, 2006, 259 p. (ISBN 978-2-909210-42-1)